# 쑹스룬
쑹스룬(중국어 간체자: 宋时轮, 한어 병음: Sòng Shílún, 웨이드-자일스: Sung Shih-lun; 1907년~1991년)는 중국 인민해방군의 장군이다. 그는 중화민국 육군군관학교를 졸업하고 국공 내전, 중일 전쟁, 제2차 세계 대전 및 6.25 전쟁에 참전했다.

## 중일 전쟁 (1937년–1945년)
쑹은 중일 전쟁 초기에 팔로군 120사단 358여단 716연대를 지휘했다. 1937년 9월, 그는 옌먼관 북쪽 작전에 참여했고 북옌먼 파견대 사령관 겸 정치 위원으로 임명되었다. 한 달도 채 안 되어 그는 여러 마을을 탈환하고 중요한 철도 교차점인 다퉁시에 대한 일본의 통제를 위협했다. 이 행동은 팔로군 최고 사령부로부터 높은 칭찬을 받았다.
1938년 5월, 북옌먼 파견대는 덩화 파견대와 합쳐져 4열을 형성했으며, 쑹은 5,300명의 병력을 이끌고 사령관이 되었다. 그는 이후 일본이 통제하는 기동방공자치정부에 대한 공격을 개시하여 옌칭구, 융닝, 쓰하이, 싱룽현의 도시들을 점령했다. 그는 이어서 지역 주민들을 동원하여 기동대폭동을 일으켰고, 그의 지휘하에 있는 병력은 빠르게 10만 명을 넘어섰고 기동 대부분을 통제하게 되었다. 그러나 동원된 병력은 훈련을 거의 받지 못했기 때문에 일본의 반격에 의해 빠르게 격퇴되어 베이핑 서쪽으로 후퇴할 수밖에 없었다. 중앙군사위원회는 쑹의 업적을 칭찬하며 "쑹과 덩의 열은 몇 달 동안 기동 깊숙이 침투하여 지역 당원들과 협력하여 반란을 선동하고, 해당 지역에 중국 행정부를 복원했으며, 대중의 도움으로 작전 구역을 설정하고, 적진 깊숙이 우리 군대의 영향력을 확대하여 적에게 피해를 입혔다. 이는 분명한 업적이라 할 수 있다"고 보고했다.
쑹은 1940년에 옌안시로 돌아와 중국공산당 중앙당학교에서 추가 훈련을 받았다.

## 국공 내전
쑹은 1945년 9월 산둥에서 천이와 합류하여 지역 부대의 참모장으로 복무했다. 그는 1946년 1월 베이핑 군사조정집행부의 작전사령관으로 임명되어 예젠잉이 국민당 군사 대표들과 협상하는 것을 도왔다. 이 기간 동안 그는 공산군과 국민당군 간의 여러 충돌을 성공적으로 해결했으며 암살 시도에서 벗어났다. 제2차 국공 내전 발발 후, 그는 공산 산둥 야전군의 참모장으로 복무했으나 쓰현 (중국)에서 패배한 후 지휘에서 해임되었다. 그는 이후 보하이 군구 부사령관으로 임명된 후 화동 야전군 10열 사령관으로 승진하여 동허난 전투에서 추칭췐을 저지 작전으로 격파했다. 그는 계속해서 지난 전역과 화이하이 전역에서 10열을 지휘했다. 후자 전역에서 그는 류산페이와 함께 7열, 10열, 11열을 지휘하여 추칭췐과 리미가 황바이타오의 포위를 풀려는 시도를 성공적으로 저지하여 황의 병력이 완전히 전멸되도록 했다.
1949년, 화동 야전군이 제3야전군으로 재편되었고, 쑹은 9군 사령관으로 승진했다. 그는 양쯔강 도하 작전에 참여했으며, 그의 지휘하에 있던 제27군단은 양쯔강을 따라 국민당 방어선을 돌파한 최초의 공산군 부대 중 하나였다. 그는 이후 랑시현과 광더시 지역에서 7개 국민당 군단을 포위하고 5개를 격파했다. 1949년 5월, 쑹은 상하이 전역에 참여했으며 이후 상하이 수비대 사령관으로 복무했다.

## 6.25 전쟁
6.25 전쟁 중, 쑹은 중국인민지원군 9군을 지휘했다. 그의 부대는 1950년 11월–12월 장진호에서 미군 31연대 전투팀 및 1해병사단과 싸웠다. 그와 9군은 이후 중공군 춘계공세에 참여했다. 그는 1952년에 중국으로 돌아왔다.

## 이후 경력
쑹은 인민해방군 군사과학원 원장을 지냈다.(p. 77)
1980년, 중국은 소련의 잠재적 침공에 대비하여 제병 연합 부대 접근과 진지전을 사용하는 새로운 군사 전략 지침을 채택했다.(p. 77) 쑹의 견해로는 소련의 핵무기가 중국에 대해 큰 영향력을 주지 않을 것이었다. 왜냐하면 중국의 도시화가 덜 된 인구는 소련의 핵무기 목표물이 적다는 것을 의미했기 때문이다.(p. 77)

### 톈안먼 광장 시위에 대한 정부 대응에 대한 반응
1989년 봄 톈안먼 광장 시위 동안, 쑹은 전 국방부장 장아이핑과 다른 5명의 퇴역 장군들과 함께 베이징에서 군대에 의한 계엄령 집행에 반대했다.
급박한 상황으로 인해, 우리 노병들은 다음을 요청합니다: 인민군은 인민에게 속해 있으므로, 인민에 반대할 수 없으며, 인민을 죽일 수도 없으며, 인민에게 발포하여 유혈사태를 초래하는 것이 허용되어서는 안 됩니다. 상황이 악화되는 것을 막기 위해 군대는 도시로 진입해서는 안 됩니다.— 예페이, 장아이핑, 샤오커, 양더즈, 천짜이다오, 쑹스룬, 리쥐쿠이, 1989년 5월 21일 중앙군사위원회 및 수도 계엄 사령부에 보낸 서한

## 내용주
1. ↑  罗印文 (1995). 《邓华将军传》 (중국어 간체). 北京: 中共中央党校出版社. 104–114쪽. ISBN 978-7-5035-1225-4.
2. ↑  范硕 (2000). 《最艰难处显奇才——记宋时轮将军二三事》. 《黄埔》. 10–14쪽.
3. ↑  “某开国上将谈军史奚落粟裕：他打过鲁南战役？”. 《张雄文》 (중국어 간체). 凤凰网. 2014년 1월 21일. 2014년 7월 7일에 원본 문서에서 보존된 문서. 2014년 7월 7일에 확인함.
4. ↑  张明金、刘立勤 (2010年). 《中国人民解放军历史上的200个军区》. 北京: 解放军文艺出版社. 313쪽. ISBN 978-7-5033-2252-5.
5. ↑  “General Song Shilun, Chinese Military Leaders During the Korean War”. 2014년 8월 12일에 원본 문서에서 보존된 문서. 2008년 7월 26일에 확인함.
6. 1 2 3  Cunningham, Fiona S. (2025). 《Under the Nuclear Shadow: China's Information-Age Weapons in International Security》. 프린스턴 대학교 출판부. ISBN 978-0-691-26103-4.
7. ↑  “鲜明对照：中外媒体谈赵紫阳葬礼”. 《미국의 소리》. 2005년 4월 2일. 2013년 5월 23일에 원본 문서에서 보존된 문서. 2005년 4월 2일에 확인함.
8. ↑  “六四事件：七上将上书反对戒严始末”. 2021년 6월 4일. 2024년 4월 25일에 원본 문서에서 보존된 문서. 2024년 4월 25일에 확인함.

| 군 경력     | 군 경력                                         | 군 경력     |
| ----------- | ----------------------------------------------- | ----------- |
| 새 칭호     | 상하이 수비대 사령부 사령관 1949년–1955년       | 이후 궈화뤄 |
| 이전 천겅   | 중국 인민해방군 고급보병학교 총장 1952년–1957년 | 이후 야오저 |
| 이전 예젠잉 | 인민해방군 군사과학원 원장 1972년–1985년        | 이후 정원한 |